# Jörn Schepelmann

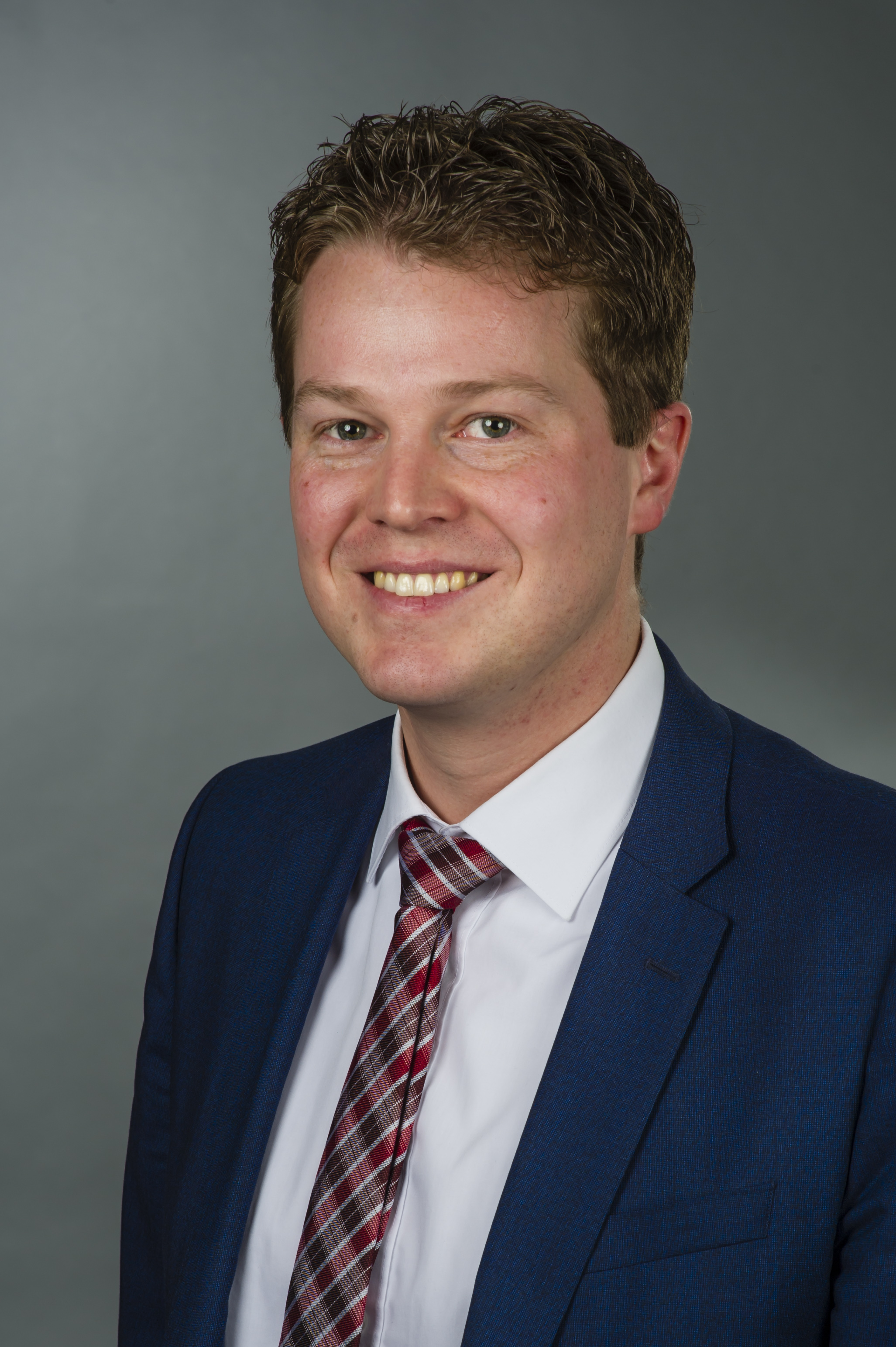
Jörn Schepelmann, 2018

Jörn Henrik Schepelmann (* 7. April 1986 in Celle) ist ein deutscher Politiker der Christlich Demokratischen Union Deutschlands (CDU) und gehört seit November 2017 dem Niedersächsischen Landtag an.

## Leben und Beruf
Aufgewachsen ist er als drittes von vier Kindern auf dem bäuerlichen Familienbetrieb in Eicklingen. Nach dem Realschulabschluss hat er im Jahre 2006 am Wirtschaftsgymnasium in Celle das Abitur abgelegt und absolvierte im Anschluss daran eine Ausbildung zum Bankkaufmann bei der Norddeutschen Landesbank in Hannover und war danach 9 Jahre bei der NORD/LB tätig. Während der Tätigkeit bei der NORD/LB absolvierte er nebenberuflich Fortbildungen zum Bankfachwirt und zum geprüften Bilanzbuchhalter. Von Juni 2015 bis zur Wahl in den Niedersächsischen Landtag arbeitete er bei der Volkswagen Financial Services AG in Braunschweig.
Schepelmann ist evangelisch-lutherischer Konfession, ledig und Vater einer Tochter.

## Partei
Jörn Schepelmann ist seit 2009 Mitglied in der Christlich Demokratischen Union Deutschlands und der Jungen Union. Von 2010 bis 2012 war er Vorsitzender des Kreisverbandes Celle der Jungen Union. Seit dem 29. April 2017 ist Jörn Schepelmann Beisitzer im Bezirksvorstand der CDU Nordostniedersachsen.

## Abgeordneter
Bei den Landtagswahlen 2017 und 2022 erlangte Schepelmann jeweils das Direktmandat im Wahlkreis Bergen. Von 2017 bis 2022 war er Mitglied des Ausschusses für Haushalt und Finanzen sowie des Petitionsausschusses und Sprecher der CDU-Fraktion im Unterausschuss „Prüfung der Haushaltsrechnungen“. Seit 2022 ist er wirtschaftspolitischer Sprecher der CDU-Fraktion.

## Kommunalpolitik
Seit 2011 ist Schepelmann Mitglied im Rat der Gemeinde Eicklingen und im Samtgemeinderat der Samtgemeinde Flotwedel. Von 2011 bis 2016 war er Mitglied im Kreistag des Landkreises Celle. Seit dem 7. November 2016 ist er ehrenamtlicher Bürgermeister der Gemeinde Eicklingen.

## Ehrenamt
Seit 2002 ist Jörn Schepelmann aktives Mitglied der Freiwilligen Feuerwehr Eicklingen und Mitglied in der örtlichen Schützengesellschaft.